# Амос Иванович
Амос Иванович (ум. 16 июля 1611 года) — протопоп новгородского Софийского собора, герой обороны Новгорода от шведской армии под командованием Якоба Делагарди в июле 1611 года. Символ героического сопротивления врагу. Подвиг Амоса описан в Новгородских летописях и в «Новом летописце», отмечен Николаем Карамзиным в «Истории Государства Российского», где Амос назван «последним славным новгородцем в истории».
Упоминается как софийский протопоп ещё в 1600 году. Находился в доверительных отношениях и переписке с воеводой князем Михаилом Скопиным-Шуйским. Как стало известно на следствии, в апреле 1611 года втайне от новгородского митрополита Исидора послал к Москве две иконы для благословения на московский престол нового царя вместо польского королевича Владислава, от имени которого польские войска захватили Москву. Видимо, с этим делом связано церковное запрещение Амосу от новгородского митрополита Исидора, которое митрополит впоследствии снял, видя с кремлёвской стены гибель протопопа при обороне монастыря.

Вести к Москве ко государю, ково нам государя Бог пожалует
— Захват Новгорода шведами в 1611 г
Во время штурма Новгорода шведами в 1611 году Амос Иванович проявил себя защитником родной земли от иноземцев. На рассвете 16 июля враг внезапно ворвался в Окольный город. Находившийся рядом Розважский монастырь стал одним из очагов отчаянного сопротивления новгородцев. Двор Амоса стоял на Розваже улице. Здесь новгородцы «многое время» бились со шведами, отвергая все предложения о сдаче. Подвиг протопопа наблюдал с кремлёвской стены митрополит Исидор. Наёмники подкатили под ворота монастыря и двора протопопа бочки с порохом и «тех осадных людей и старцов сожгли всех», ни один из них не сдался в плен. Вместе с Амосом погибли его дети и дворовые люди.

запершусь на своем дворе с своими советники и бьющеся с немцами многое время и много немец побил

Новгородцы бережно хранили память о мужественном протопопе. В конце XVII века при решении спорного дела о дворовом месте, принадлежавшем некогда Амосу, они в деталях поведали о его подвиге:

Монастыри же девичьи и церкви прихоцкие каменные и дворы разных чинов людей многие и то все оприч Николаевского Розважского монастыря и Протопопова двора свейские воинские люди во 119 году пожгли ночью и людей побили многих, а иные в тот пожар сгорели, а которые от бою их бежали на Торговую сторону в той же ночи и из них потонули в реке многие. А в вышеписанном… монастыре и в Протопопове дворе сели от них, свиян, в осад разных чинов людей немалое число, а им не сдалися, и они, свияне, за то, подкатя под тот монастырь и под двор ночью ж бочки с порохом, тех осадных людей и старцов сожгли всех. ни единово не взяша живьем

На протяжении веков в новгородских церквах Амоса поминали наряду с другими защитниками Новгорода в 1611 году: казачьим головой Тимофеем Шаровым, стрелецким головой Василием Гаютиным и др. Так, в трёх синодиках церкви Входа в Иерусалим в кремле с XVII по XIX век переписывали и поминали род софийского протопопа.
Подвиг протопопа стал сюжетом для одного из 16 барельефов стелы «Город воинской славы» в Великом Новгороде. Барельеф «1611 года Оборона Новгорода от шведов. Подвиг протопопа Амоса, детей его и людей» выполнен новгородским скульптором Вадимом Боровых.